# بوستال (فلم 2007)
بوستال أو بريدي (بالإنجليزية: postal) هو فيلم اكشن وكوميديا تم انتاجه في الولايات المتحدة والمانيا وصدر سنة 2007 من بطولة زاك وارد وهو مقتبس من لعبة الفيديو بوستال.

## القصة
شاب عاطل عن العمل يلقب بـ (بوستال دود) يعيش في مدينة برادايس التي تحدث فيها امور غريبة وغير متوقعة.

## الميزانية الإيرادات
كلفت ميزانية الفيلم 15 مليون دولار امريكي تقريبا لكنه حقق 146,741 دولار امريكي فقط.

## وصلات خارجية
- مقالات تستعمل روابط فنية بلا صلة مع ويكي بيانات

بوستال على IMDB
بوستال على Rotten Tomatos